# Thermopsis gracilis
Thermopsis gracilis là một loài thực vật có hoa trong họ Fabaceae, bản địa của tây bắc Hoa Kỳ.

## Hình ảnh

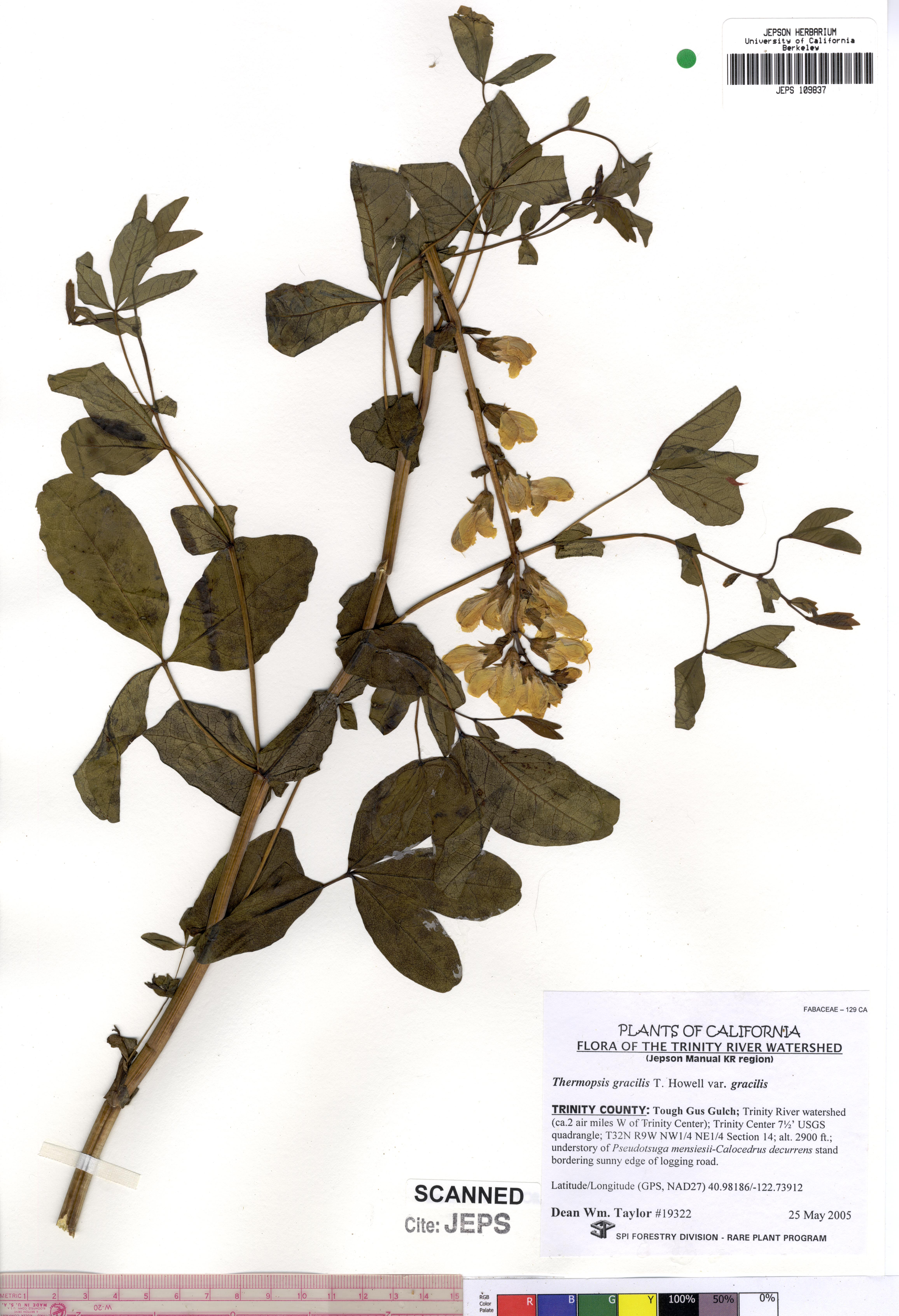